# Веріссімо Коррейя Сеабра
Веріссімо Коррейя Сеабра (порт. Veríssimo Correia Seabra, 16 лютого 1947 — 6 жовтня 2004) — військовий і державний діяч Гвінеї-Бісау, голова Військового комітету з відновлення конституційного й демократичного ладу (2003).

## Життєпис
Народився 16 лютого 1947 року в Бісау. 1963, у віці 16 років, він вступив до лав руху, що боровся за незалежність країни — ПАІГК. 1966 року він вирушив до Болгарії, де вивчав електротехніку, а 1971 — до СРСР, де пройшов військову підготовку. Після повернення на батьківщину відповідав за артилерію у так званій «Війні в буше» проти португальців на кордоні з Гвінеєю. Після здобуття Гвінеєю-Бісау незалежності 1974 року, Сеабра 1976 року здобув офіцерську освіту у Португалії.
У подальшому відігравав важливу роль у керівництві ПАІГК. 1980 брав участь у перевороті проти президента Луїша Кабрала. У 1991—1992 роках був заступником командувача контингенту Гвінеї-Бісау в місії ООН в Анголі. 1994 отримав пост начальника оперативного відділу Верховного командування.
1998 року підтримав генерала Ансумане Мане у спробі повалення президента Жуана Бернарду Вієйри, яка завершилась успіхом у травні 1999 року після громадянської війни. Новий президент Кумба Яла призначив його на посаду начальника генерального штабу армії. Він залишився лояльним до президента під час спроби нового державного перевороту з боку Мане 2000 року.
У вересні 2003 став організатором усунення Яли з посту президента, оскільки той не сплачував платню військовикам. Всередині країни переворот мав значну підтримку, але зустрів засудження з-за кордону. За таких умов Сеабра заявив про передачу влади цивільній особі — Енріке Розі.
У жовтні 2004 року його захопили повсталі солдати, які брали участь в усуненні Яли від влади й залишились без винагороди, та вбили.